# Wolfau (Burgenland)
Wolfau (węg. Vasfarkasfalva) – gmina targowa w Austrii, w kraju związkowym Burgenland, w powiecie Oberwart. 1 stycznia 2014 liczyła 1,37 tys. mieszkańców.